# 이와모토 도모유키
이와모토 도모유키(일본어: 岩本 知幸, 1989년 10월 25일~)는 일본의 축구 선수이다.

## 구단 경력
그는 2012년 일본 지역 리그의 FC 오사카에 입단했다. 2015년부터 일본 풋볼 리그로 승격했다. 2022년 일본 풋볼 리그 준우승으로 J3리그로 승격했다. 2023년까지 213경기에 출전하여, 19득점을 넣었다. 2023년후 현역 은퇴.